# The Crimson Idol
A The Crimson Idol az amerikai W.A.S.P. zenekar 5. stúdiólemeze. Az album 1992. június 8-án került a boltokba. Az album, és a zenekar ismertebb dalai közé tartozik a "The Idol", a "Hold On To My Heart", és a "Chainsaw Charlie (Murders In the New Morgoue)". Az album ugyanolyan stílusban készült el, mint a 2007-es Dominator.
Ez a lemez a W.A.S.P. egyik legjobb darabja. Ez főként annak köszönhető, hogy Blackie Lawless nem a tőlük megszokott sokk-rock stílusban készítette el az albumot, hanem egy történetet mesél el. Ezenkívül a zenekar szinte teljesen szétesett, és Lawless "stúdiócsapat" segítségével készítette el az albumot, minden dalszöveget egyedül írva. Lawless-en kívül Frankie Banali dobos az, aki korábban is zenélt az együttesben.

## A történet
A történet főszereplője Jonathan, egy tizenéves fiú, William, és Elizabeth Steel gyermeke. Egy bátyja van, akit Michael-nek hívnak. Jonathan a család szégyene, míg Michael csak a jóra képes. Azonban Michael autóbalesetben meghal, és Jonathan elszökik otthonról, és az utcára megy. Ekkor válik szenvedélyévé az alkohol, és a különféle gyógyszerek. Egyszer egy hangszerbolt előtt sétál el, mikor meglát egy gitárt, és elhatározza, hogy rocksztár lesz. A gitárt ellopja, és gyakorolni kezd vele, valamint megpróbál pénzt szerezni, hogy felvegyen egy albumot.
Ekkor találkozik egy Chainsaw Charlie nevű emberrel, aki egy jelentős lemezkiadó vállalat elnöke, és aki megígéri neki, hogy lemezt készít vele. Jonathan menedzsere Alex Rodmann lesz. Jonathan rövid időn belül rocksztárrá válik, azonban mégsem érezi jól magát a csillogásban. Egyetlen vágya van: hogy szülei szeressék őt, és fogadják el.
Egy éjszaka Jonathan felhívja szüleit, hogy tisztázza velük az ügyeit, azonban próbálkozása nem járt sikerrel. Kevesebb mint ötven szót beszélnek, melyeknek ez a vége: "nekünk nincs fiúnk". Jonathan rájön arra, hogy szülei sohasem fogják elfogadni, és szeretni őt, és ezért úgy dönt, hogy öngyilkosságot követ el. Másnap a koncerten leszedi a húrokat gitárjáról, és felakasztja magát velük.
A történet szereplői: Jonathan Aaron Steel, Michael Steel (Jonatha testvére), Elizabeth Steel (Jonathan anyja), William Steel (Jonathan apja), The Mirror, Chainsaw Charlie, Alex Rodman, The Gypsy, Doctor Rockter, The King of Mercy

## Tartalma
- Az összes dal Blackie Lawless szerzeménye.

1. "The Titanic Overture" – 3:23
2. "The Invisible Boy" – 4:04
3. "Arena of Pleasure" – 4:06
4. "Chainsaw Charlie (Murders in the New Morgue)" – 7:36
5. "The Gypsy Meets the Boy" – 4:08
6. "Doctor Rockter" – 3:43
7. "I Am One" – 4:27
8. "The Idol" – 5:20
9. "Hold on to my Heart" – 4:14
10. "The Great Misconceptions of Me" – 9:29

Az 1998-as újrakiadás bónusztartalma
1. The Story of Jonathan (Prologue to The Crimson Idol) – 16:35

Az 1998-as újrakiadáson található bónusz CD tartalma
- Az összes dal Blackie Lawless szerzeménye. A kivételek külön feltüntetve.

1. "Phantoms in the Mirror" – 4:36
2. "The Eulogy" – 4:16
3. "When the Levee Breaks" (Led Zeppelin) – 7:06
4. "The Idol (Live Acoustic)" (Lawless) – 4:35
5. "Hold on to My Heart (Live Acoustic)" – 4:23
6. "I Am One (Live, Donnington 1992)" – 4:58
7. "Wild Child (Live, Donnington 1992)" (Lawless/Holmes) – 5:53
8. "Chainsaw Charlie (Murders in the New Morgue) (Live, Donnington 1992)" – 8:24
9. "I Wanna Be Somebody (Live, Donnington 1992)" – 6:14
10. "The Invisible Boy (Live, Donnington 1992)" – 4:15
11. "The Real Me (The Who song)(Live, Donnington 1992)" (Pete Townshend) – 3:41
12. "The Great Misconceptions of Me (Live, Donnington 1992)" – 9:45

## Közreműködők
- Blackie Lawless – ének, gitár, basszusgitár, billentyűs hangszerek
- Bob Kulick – gitár
- Frankie Banali – dob
- Stew Howland – dob

## Külső hivatkozások
- "Hold On To My Heart" videóklip
- "The Idol" videóklip
- "Chainsaw Charlie (Murders in the New Morgoue)"